# Кель Ахаггар

Флаг конфедерации Кель Ахаггар

Кель Ахаггар (Народ Ахаггара, также ихаггарены) — конфедерация туарегов, живущая на территории нагорья Ахаггар (Алжир).
Конфедерация основана около 1750 года.
Начиная с середины XVIII века на территории Ахаггара существовало государство Кель Ахаггар, в 1903 году ставшее протекторатом Франции. После получения независимости Алжиром государство Кель Ахаггар вошло в его состав, в 1977 автономия конфедерации была отменена правительством Алжира.
В состав федерации входят племена кель-рела, тайток, икадейн и теджее-мелет.
Туареги Кель Ахаггар говорят на ахаггар (таххагарт), диалекте языка тамахак.

## Интересные факты
- В рассказе И. А. Ефремова «Афанеор, дочь Ахархеллена» главный герой Тиссурен происходил из племени тайток, входящего в конфедерацию Кель Ахаггар[2].
- В фильме 1957 года «Легенда о потерянных» с Джоном Уэйном, Россано Брацци и Софи Лорен в главных ролях трио отправляется на поиски сокровищ в Сахаре. Они натыкаются на кочевую группу, которую персонаж Уэйна, Джо Джануари, называет их «хоггарами», и ее следует очень бояться[3].